# Josef Urbanski
Josef Urbanski, auch Urbański (* 26. Mai 1846 in Wadowice; † 23. Oktober 1903 in Wien) war ein österreichischer Ingenieur und Erbauer der Pöstlingbergbahn in Linz.
Nach Absolvierung seiner technischen Studien – seinen eigenen Angaben zufolge im Jahre 1870 –, vermutlich in Prag, war er mit zumeist nur kurzen Unterbrechungen beim Bau der Ungarischen Nordostbahn, der Friedau-Omra-Bahn, der Kremsierer Bahn, der Galizischen Transversalbahn und der Mährischen Transversalbahn beschäftigt und stand laut Zeugnis der k. k. Landesregierung in Bosnien und Herzegowina vom 15. Juni 1887 bis Ende März 1888 bei den dortigen Straßentrassierungen zur vollsten Zufriedenheit in Verwendung. Vom Juni bis Oktober 1888 wurde er abermals bei Bahntrassierungen eingesetzt, diesmal im Küstenland und in Nordböhmen; anschließend arbeitete er bis Jänner 1889 an tachymetrischen Aufnahmen in seiner Heimat Galizien, bis er seinen Dienst als Ingenieur der Kremstalbahn-Betriebsleitung in Linz antrat, wo er sich und seine Ehefrau Henriette am 26. Mai 1889 bei der Polizeibehörde als in Linz wohnhaft meldete. 
Während seines achtjährigen Aufenthaltes in Linz wohnten Urbanski und seine Frau in sieben verschiedenen Wohnungen (Auerspergstraße 10, Waldeggstraße 92, weiterhin in einer Dienstwohnung der Kremser Betriebsleitung, Schillerstraße 9 und Kaiser-Joseph-Straße 30, die heute Lustenauer Straße heißt, Bürgerstraße 15, Steingasse 19).
Am 23. Oktober 1903 verstarb Josef Urbanski in der ehelichen Wohnung, Ungargasse 59, Wien-Landstraße, an einem Gehirnblutschlag. Bestattet wurde er auf dem Wiener Zentralfriedhof, Gruppe 63, Reihe 28, Grab 21. Seine Frau, die 1917 noch in Wien gemeldet war, dürfte ihre letzten Lebenstage nicht in Wien zugebracht haben, sie wurde nicht im Grabe ihres Mannes bestattet, und ihr Name ist in den Totenprotokollen der Stadt Wien nicht enthalten. 

## Pöstlingbergbahn
Urbanski beschäftigte sich bereits 1891 mit dem Projekt einer Zahnradbahn auf den Pöstlingberg. Die Pöstlingbergbahn ist weltweit die steilste Adhäsionsbahn, sie war von Urbanski jedoch ursprünglich als Zahnradbahn gedacht. 
Der Planer und eigentliche Erfinder Urbanski wurde damals von der Gemeindeverwaltung Linz „In Anerkennung der vielen Mühen, welche die Entwicklung des Projectes forderte“ mit einer Summe von 100 Gulden abgefertigt. Dies allerdings erst, nachdem Urbanski am 16. November 1896 in einem Schreiben daran erinnerte, dass ihm „der löbliche Gemeindeauschuß“  seinerzeit einen Betrag zu den Trassierungskosten der von ihm projektierten Pöstlingbergbahn „in gütige Aussicht gestellt“ hatte. Urbanski hatte zu dieser Zeit gemeinsam mit seiner Frau Henriette im Haus Steingasse 19 gewohnt. 
Die erste Fahrt der Pöstlingbergbahn fand am 29. Mai 1898 statt. Das Ehepaar Urbanski hatte sich bereits am 28. August 1897 aus Linz abgemeldet und war zum Zeitpunkt der Eröffnungsfahrt unbekannten Aufenthalts. Josef Urbanski konnte und wollte den Triumph seines Geistes und die Frucht seiner Arbeit wohl aus Enttäuschung über das erlittene Unrecht nicht persönlich miterleben. 

## Würdigung

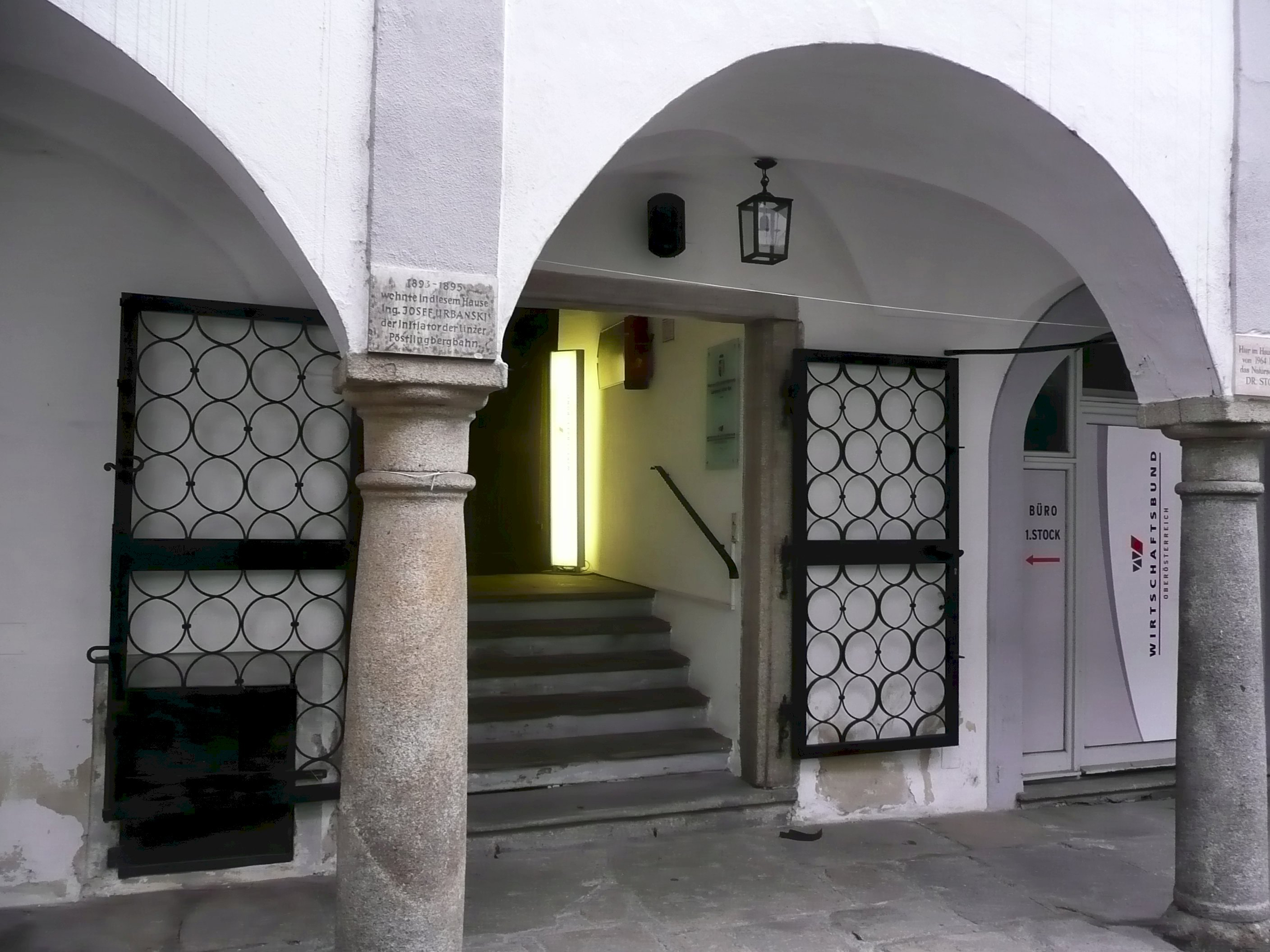
Urbanski-Gedenktafel im Haus Linz, Altstadt 17

- Zu Ehren des geistigen Vaters der Pöstlingbergbahn wurde 1965 eine Straße nach Josef Urbanski benannt. Die vom Schablederweg in nördliche Richtung abzweigende Sackgasse befindet sich im Stadtteil Pöstlingberg.[4]
- Im Innenhof des Hauses Altstadt 17 erinnert eine Gedenktafel an Urbanski, dessen Idee und Planung Linz die Pöstlingbergbahn, die steilste Adhäsionsbahn der Welt, verdankt: „1893-1895 wohnte in diesem Hause Ing. JOSEF URBANSKI der Initiator der Linzer Pöstlingbergbahn.“
Dieses Haus ist auch als Mozarthaus bekannt, da in ihm Wolfgang Amadeus Mozart 1783 die C-Dur-Symphonie Nr. 36, KV 425 („Linzer Symphonie“) komponierte.